# Franz Schürer (dolnorakouský politik)
Franz Schürer, celým jménem Franz de Paula Schürer (23. listopadu 1822 Praha – 27. února 1886 Vídeň), byl rakouský politik z Dolních Rakous, v 2. polovině 19. století poslanec Říšské rady.

## Biografie
Byl synem českoněmeckého lékárníka, který se pak usadil v dolnorakouské Kremži. Franz navštěvoval gymnázium v Kremži, pak studoval filozofii v Praze a následně se věnoval zemědělství a vinařství v Steinu. Od roku 1858 působil jako starosta města Stein an der Donau. Ve funkci starosty setrval až do své smrti. Jako starosta se zabýval podporou školství, založil sbor dobrovolných hasičů a záložnu.
V roce 1861 byl zvolen na Dolnorakouský zemský sněm za kurii venkovských obcí, obvod Kremže, Mautern an der Donau, Spitz, Langenlois, Gföhl, Persenbeug, Pöggstall a Kirchberg am Wagram. Zemský sněm ho 25. února 1867 zvolil i do Říšské rady. Do Říšské rady byl zemským sněmem opětovně delegován v roce 1870 a roku 1871. Do vídeňského parlamentu se dostal i v prvních přímých volbách v roce 1873, za kurii venkovských obcí v Dolních Rakousích, obvod Krems, Mautern, Horn atd. Do Říšské rady se vrátil ještě ve volbách v roce 1885. Kvůli nemoci již ale tehdy nebyl schopen výraznější aktivity v parlamentu. Poslancem zůstal až do své smrti. Na Říšské radě patřil k Pokrokovému klubu (takzvaná Ústavní strana, liberálně a centralisticky orientovaná, odmítající federalistické aspirace neněmeckých etnik).